# Ikela (territoire)
Le territoire d'Ikela est une entité déconcentrée de la province de la Tshuapa en république démocratique du Congo. Le territoire d'Ikela, situé dans la province de la Tshuapa, couvre une vaste superficie de 22 565 km² et abrite une population de plus de 294 129 habitants. Composé des peuples Mongando, Boyela, Koka, Mongo, Topoke et Watsi, le territoire est divisé en cinq secteurs administratifs : Lokina, Loile, Lofome, Tshuapa et Tumbenga. Les langues dominantes sont le lingala et le lomongo, bien que plusieurs autres dialectes locaux, tels que le moko, le kitetela, le swahili et le kikongo, soient également parlés. Les habitants, vivant en symbiose avec leur environnement, tirent leur subsistance des vastes forêts et rivières de la région, notamment la Lonkendu et la Tshuapa. L'agriculture, la chasse, la pêche traditionnelle et l'élevage constituent les piliers de leur économie locale, produisant des denrées essentielles telles que le manioc, le maïs, la banane plantain, le riz et l'arachide, ainsi que des produits non agricoles comme la viande, le poisson et le bois. Ces activités assurent la survie ménagère et alimentent un petit commerce de proximité.
Le territoire d'Ikela dispose de deux zones de santé, Ikela et Mondombe, chacune dotée d’un hôpital général de référence pour assurer les soins médicaux de la population. Sur le plan éducatif, la région est desservie par deux sous-divisions scolaires, Ikela I et Ikela II, qui supervisent 216 écoles primaires et 113 écoles secondaires. L'enseignement supérieur y est également présent, avec l'Institut Supérieur de Techniques Médicales (ISTM) et l'Université d'Ikela. Politiquement, le territoire bénéficie d'une représentation à la fois locale et nationale, avec quatre députés siégeant à l’assemblée provinciale et deux à l'assemblée nationale, garantissant ainsi la défense des intérêts des habitants d'Ikela au sein des institutions de la République.

## Géographie
Il s'étend sur les rives de la rivière Tshuapa à l'est de Boende. Borné à l'Est par le territoire d'Opala et de Yahuma, à l'Ouest par le territoire de Bokungu et monkoto, au Nord par territoire de Djolu et au Sud par le territoire de Lomela, Localité fondée par les colonisateurs au début du XXe siècle comme comptoir commercial, Djilo est désormais un centre local important.
avant la guerre, le chef est monsieur Yongolokate Zacharie, son père Paul Yongolokate fut Administrateur du territe adjoint à l'époque du zaïre.

## Histoire
Avant 2015, il fait partie du district de la Tshuapa.
Proche de l'ancienne ligne de front, la ville fut en grande partie détruite au cours de la Deuxième guerre du Congo (1998-2002) lors du siège par les forces du Rassemblement congolais pour la Démocratie. La population d'environ 15 000 personnes ayant fui à l'époque, reconstruit actuellement la ville.
La ville d'Ikela a enduré un siège d'environ un an, de 1998 à 1999, marquant l'une des périodes les plus sombres de son histoire. Un dimanche de janvier 1998, vers 15 heures, une violente attaque fut menée par un groupe de rebelles rwandais et ougandais, affiliés au Rassemblement congolais pour la démocratie (RCD). Les assaillants, lourdement armés, surgirent en arborant les uniformes de la 227e brigade – une unité militaire également surnommée "two two seven" – semant ainsi la confusion parmi la population et les forces locales. Dans un chaos total, l'ennemi, déguisé sous les apparences de l'armée congolaise, pénétra Ikela, brouillant les repères et rendant presque impossible la distinction entre alliés et adversaires. Cette infiltration, symbole d'une débâcle militaire et d'une crise de confiance, plongea la ville dans un climat de désorientation et de terreur, exacerbant encore les souffrances des habitants.  
Malgré l'horreur de la situation, la vigilance des forces armées régulières parvint à offrir une protection cruciale à la population et à préserver la ville du pire. Les balles fusaient de toutes parts, semant la mort en nombre incalculable, laissant derrière elles des mères désespérées qui abandonnaient leurs enfants, et des hommes désemparés face à la puissance implacable de la machine de guerre ennemie. Après avoir été pris par surprise par les rebelles dans le quartier d’Itafa, aux environs du Sacré-Cœur, un groupe de femmes, d’enfants et d’hommes fut secouru grâce à l’intervention conjointe des Forces armées de la République démocratique du Congo de l'époque(FAC) et de l’armée zimbabwéenne. Ces civils furent évacués de l’autre côté de la rivière Tshuapa et conduits dans la forêt, non loin de Bokole Sondjo. Cependant, la menace persistait, car la région était déjà lourdement occupée par des forces rebelles, plongeant ces rescapés dans une nouvelle épreuve d’incertitude et de terreur, malgré les efforts héroïques déployés pour leur sécurité. 
Aux abords du village de Lingomo, une fillette de 11 ans, Basele Lokwa Wenge Bibi, fut séparée de sa famille et se retrouva isolée parmi un groupe de déplacés, tentant de rejoindre l’autre rive de la Tshuapa. On se souvient qu'elle avait pris la route avec Arthur Bofaya Lokwa Ekolo, qui, tragiquement, succomba lors d’une attaque. Désemparée mais résiliente, la jeune Basele, avec les autres survivants, poursuivit son périple en direction du village de Mandaka Ngelo. Une semaine plus tard, le groupe, désormais affaibli, décida de rebrousser chemin vers Bokole. C’est là que les circonstances prirent une tournure inattendue : le groupe se sépara, et de manière surprenante, la petite Basele parvint à traverser le bac en compagnie des chars militaires prenant position dans la ville d’Ikela. Ce parcours, aussi dramatique qu'inattendu, témoigne de la force d’âme d’une enfant confrontée à l’horreur de la guerre et de la capacité de survie face à l’inimaginable. 
Le soldat namibien Mister Mingistro, expert dans le maniement des armes anti-aériennes, parvint à rassurer la population en repoussant avec ses camarades chaque attaque dévastatrice des rebelles. Sous son commandement, l’ennemi fut tenu en échec à chaque assaut, mais le prix à payer fut lourd. À mesure que les combats se succédaient, le sol se couvrait de cadavres – soldats, civils et rebelles confondus – victimes de cette violence implacable. Chaque victoire, bien que décisive, laissait derrière elle des altères macabres, témoignant des ravages d'une guerre où aucune vie ne semblait épargnée. Grâce au courage et à la détermination de Mingistro et de ses frères d’armes, l'équilibre fragile entre protection et désolation se maintint, donnant un semblant d'espoir à une population terrifiée.
Cette guerre, plus qu’un simple conflit, ressemblait à une véritable course à l’extermination, où les réfugiés de la deuxième guerre du Congo (1998-2003), fuyant les massacres de Rutshuru, Ubundu et Kisangani, tentaient désespérément de rejoindre Ikela. Ceux qui avaient échappé à la violence se retrouvaient à nouveau traqués, poursuivis sans relâche par des forces rebelles impitoyables, appuyées par les armées rwandaises et ougandaises. Un groupe de ces réfugiés, croyant trouver refuge en se dirigeant vers Boende, ne goûta qu’un bref répit : à peine avaient-ils traversé la région que les rebelles firent irruption, répandant encore une fois la terreur et la mort sur leur passage. Ce cycle infernal de fuite et de massacre ne laissait que peu d’espoir à ces civils, dont la survie était continuellement menacée par la brutalité sans pitié de cette guerre implacable.
L’armée prit soin de construire des abris souterrains pour protéger la population, alors que la ville se retrouvait encerclée, ses habitants pris dans un étau mortel. Face à cette situation désespérée, la seule chance de survie résidait dans la dissimulation au sein de ces refuges, édifiés en hâte par les forces militaires. Une mobilisation totale de la population fut constatée, chacun s'engageant dans l’effort de défense de la ville, unissant civils et soldats dans une même cause. Les Congolais d’Ikela, les forces armées congolaises, ainsi que leurs alliés zimbabwéens et namibiens, se rallièrent autour d’un seul et même cri de ralliement : "Si Ikela doit tomber, ce sera avec la dernière goutte de sang de ceux qui jurent de ne jamais renoncer à leur liberté." Ce serment, partagé par tous, incarnait l’esprit de résistance face à une menace implacable, et leur détermination à défendre jusqu'au bout cette liberté inaliénable. Ikela, encerclée, cette ville située au centre de la RDC, demeure le dernier verrou stratégique pour ouvrir la voie vers Kinshasa par le nord. 
La nourriture vint rapidement à manquer, plongeant la ville dans une famine sans précédent. Face à cette crise, l’état-major de l’armée régulière eut l’ingéniosité de ravitailler les forces armées et la population assiégée par parachutage, leur fournissant vivres et munitions. Pendant près d’une année, des combats acharnés opposèrent l'armée régulière, soutenue par les contingents zimbabwéens et namibiens, aux forces rebelles du Rassemblement congolais pour la Démocratie. Cette stratégie de survie, combinée à la résilience des défenseurs, permit de maintenir la résistance face à un ennemi implacable, témoignant de la détermination des forces loyalistes à ne pas céder, malgré l'isolement et les conditions éprouvantes.
L’arrivée imminente du 504e bataillon de l’armée régulière, une unité composée de jeunes universitaires ayant abandonné leurs études à l’Université de Kinshasa et ailleurs pour défendre la terre de leurs ancêtres contre l’envahisseur, marqua un tournant décisif. Déployé initialement à l’Est avant la chute de Kindu, ce bataillon fut redirigé à 20 km de Boende, où il repoussa les rebelles au terme de combats acharnés, remportant la victoire à Bokungu, Mondombe, Baloko, Bokende, Bongele, Yalusaka, Ya Kindu, Mabokaetc., après des jours et des nuits de bataille ininterrompue. Malgré des pertes lourdes, le 504e bataillon conserva un moral inébranlable, atteignant les abords de l’encerclement d’Ikela à la veille du noël 1999. Lors de l’affrontement ultime à l’entrée de la ville, du 22 au 24 décembre 1999, le soldat Mumberé, de la première section, fut pris dans une embuscade près du Sacré-Cœur. Armé de sa MAG et conscient du sacrifice à venir, il fit ses adieux à ses camarades et, dans un élan héroïque, se lança dans une attaque suicide, criant que son esprit, enraciné dans cette terre, survivrait au-delà de la mort. « Qu’ils prennent ce corps, mais ma terre prendra mon esprit », furent ses dernières paroles. En brisant l’embuscade et ouvrant une brèche, la 504e pénétra finalement à l’intérieur d’Ikela, libérant la ville et mettant un terme à l’occupation rebelle.

## Commune
Le territoire compte une commune rurale de moins de 80 000 électeurs.
- Ikela, (7 conseillers municipaux)

## Secteurs
Le territoire d'Ikela est divisé en 5 secteurs :
- Lofome : 4 groupements de 38 villages
- Loile : 5 groupements de 61 villages
- Lokina : 2 groupements de 57 villages
- Tshuapa : 13 groupements de 77 villages
- Tumbenga : 5 groupements de 54 villages

## Démographie
| 1994    | 2004   |
| ------- | ------ |
| 179 073 | 76 579 |

- Réserve scientifique de la Luo.